# Kapias Batu VIII
Kapias Batu VIII is een bestuurslaag in het regentschap Asahan van de provincie Noord-Sumatra, Indonesië. Kapias Batu VIII telt 3510 inwoners (volkstelling 2010).